# Derek Joslin
Derek Joslin (* 17. März 1987 in Richmond Hill, Ontario) ist ein ehemaliger kanadischer Eishockeyspieler, der im Verlauf seiner aktiven Karriere zwischen 2004 und 2023 unter anderem 116 Spiele für die San Jose Sharks, Carolina Hurricanes und Vancouver Canucks in der National Hockey League (NHL) auf der Position des Verteidigers bestritten hat. Zudem absolvierte Joslin unter anderem annähernd 330 Spiele in der Deutschen Eishockey Liga (DEL), wo er mit dem EHC Red Bull München zweimal Deutscher Meister wurde.

## Karriere
Joslin begann seine Karriere zur Saison 2003/04 bei den Aurora Tigers in der Ontario Provincial Junior A Hockey League, einer unterklassigen Juniorenliga. Noch zum Ende der Spielzeit kam er zu seinen ersten sieben Einsätzen in der Ontario Hockey League (OHL) bei den Ottawa 67’s, zu deren Stammpersonal er in der folgenden Saison gehörte. Mit 30 Punkten in 68 Spielen absolvierte der Offensiv-Verteidiger eine erfolgreiche Rookiesaison, was dazu führte, dass er im NHL Entry Draft 2005 in der fünften Runde an 149. Stelle von den San Jose Sharks ausgewählt wurde. In der Saison 2005/06 konnte Joslin seine Punktausbeute um weitere 18 Scorerpunkte im Vergleich zum Vorjahr erhöhen. Als Lohn kam er nach Abschluss der OHL-Saison zu seinen ersten Einsätzen in der American Hockey League (AHL) für das damalige Farmteam der San Jose Sharks, die Cleveland Barons. Das gleiche Szenario wiederholte sich in der Spielzeit 2006/07 mit dem Unterschied, dass der Kanadier einen Punkt mehr in der OHL erzielte und diesmal bei den Worcester Sharks, dem neuen Farmteam San Joses, zu Einsätzen kam.

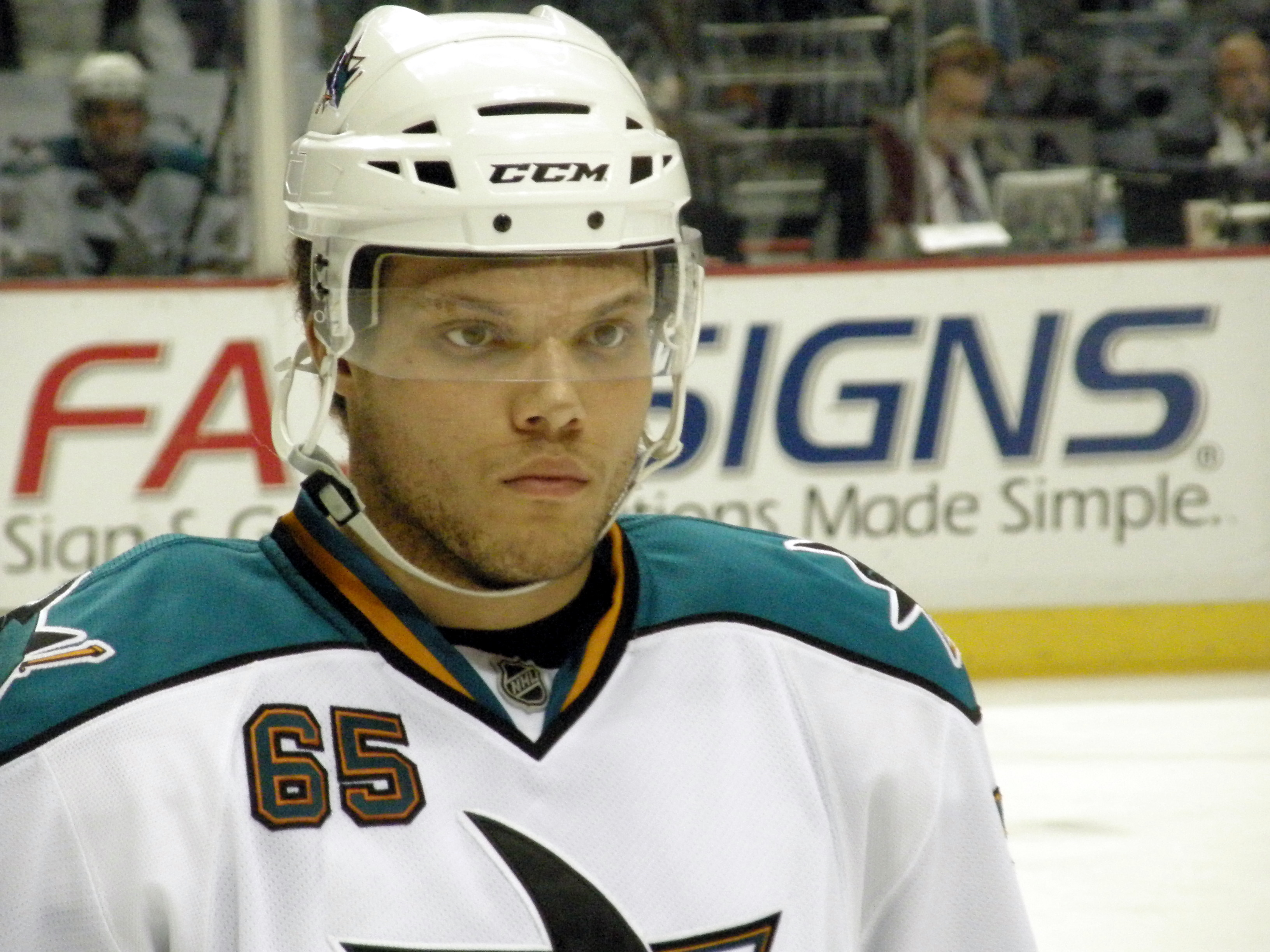
Joslin im Trikot der San Jose Sharks (2010)

Zur Saison 2007/08 wechselte Joslin schließlich fest ins Profilager und erarbeitete sich auf Anhieb einen Stammplatz in der Verteidigung Worcester Sharks und absolvierte alle 80 Saisonspiele. Mit 34 Scorerpunkten – darunter zehn Tore – in seiner ersten Profispielzeit war er der zweitbeste Abwehrspieler seines Teams in der Offensive, gehörte aber mit dem zweitgrößten negativen Plus/Minus-Wert aller Spieler zu den Schwachstellen in der Defensive. In der Saison 2008/09, in der er zu einem der Assistenzkapitäne ernannt wurde, verbesserten sich Joslins Werte in der Defensive deutlich, woran seine offensive Ausbeute aber nicht litt. Seine Leistungssteigerung wurde im Januar 2009 mit der erstmaligen Berufung und dem Debüt in der National Hockey League (NHL) belohnt. Zudem erhielt er wenige Tage später seine erste Einladung zum AHL All-Star Classic, bei dem er von den Fans in die Startformation des Canadian All-Star-Teams gewählt wurde. Auch in der Spielzeit 2009/10 teilten sich die Einsätze des Kanadiers zwischen der AHL und NHL auf, ehe er ab der Saison 2010/11 fest zum NHL-Kader der Sharks gehörte. Joslin kam aber nur selten zu Einsätzen, woraufhin er am 18. Februar 2011 zu den Carolina Hurricanes transferiert wurde.
Am 5. Juli 2012 unterschrieb Joslin einen Vertrag bei den Vancouver Canucks. Ein Jahr später lief der Vertrag aus und Joslin wechselte als Free Agent zum AIK Solna aus der Svenska Hockeyligan (SHL). Nachdem sein Verein in die zweite schwedische Liga abgestiegen war, entschied er sich für einen Wechsel nach Deutschland, wo er im April 2014 einen Einjahresvertrag bei den Nürnberg Ice Tigers aus der Deutschen Eishockey Liga (DEL) unterschrieb. Er absolvierte anschließend auch die Saison 2015/16 in Nürnberg, um nachfolgend – im Mai 2016 – zum DEL-Konkurrenten EHC Red Bull München zu wechseln und gewann mit dem Team den Meistertitel in den Jahren 2017 und 2018.
Zwischen 2019 und 2021 spielte Joslin für den EC Red Bull Salzburg in der Erste Bank Eishockey Liga (EBEL) respektive ICE Hockey League und erzielte in dieser Zeit 60 Scorerpunkte, davon neun Tore. Im Juli 2021 wechselte er innerhalb der Liga zum EC VSV. Nachdem er dort in der Saison 2022/23 als Mannschaftskapitän fungiert hatte, gab der 36-Jährige im Oktober 2023 das Ende seiner Laufbahn als Profisportler bekannt.

## Erfolge und Auszeichnungen
- 2009 Teilnahme am AHL All-Star Classic
- 2017 Deutscher Meister mit EHC Red Bull München
- 2018 Deutscher Meister mit EHC Red Bull München
- 2019 Deutscher Vizemeister mit EHC Red Bull München

## Karrierestatistik
(Legende zur Spielerstatistik: Sp oder GP = absolvierte Spiele; T oder G = erzielte Tore; V oder A = erzielte Assists; Pkt oder Pts = erzielte Scorerpunkte; SM oder PIM = erhaltene Strafminuten; +/− = Plus/Minus-Bilanz; PP = erzielte Überzahltore; SH = erzielte Unterzahltore; GW = erzielte Siegtore; 1 Play-downs/Relegation; Kursiv: Statistik nicht vollständig)